# Kumakh
Kumakh (en népalais : कुमाख) est une municipalité rurale du Népal située dans le district de Salyan. Au recensement de 2011, elle comptait 24 972 habitants.
Elle regroupe les anciens comités de développement villageois de Suikot, Marmaparikhanda, Kalagaun, Badagaun et Jimali.